# Anthocleista djalonensis
Anthocleista djalonensis ist eine Pflanzenart aus der Gattung Anthocleista, deren Arten die englischen Trivialnamen „Cabbage Tree“ oder „Candelabrum Tree“ tragen, innerhalb der Familie der Enziangewächse (Gentianaceae). Sie ist in Westafrika verbreitet.

## Beschreibung

### Erscheinungsbild und Blatt
Anthocleista djalonensis wächst als kleiner Baum und erreicht Wuchshöhen von bis zu 15 Meter. Sein schlanker Stamm besitzt einen Durchmesser von bis zu 40 cm. Auf den Zweigen befinden sich manchmal an den Blattachseln zwei aufrechte Dornen oder Polster. Anthocleista djalonensis besitzt weiches, weißes Holz.
Die gegenständig angeordneten Laubblätter sind in Blattstiel und Blattspreite gegliedert. Der geöhrte Blattstiel ist 1 bis 9 cm lang. Die große, einfache Blattspreite ist bei einer Länge von 9 bis 35 cm, bei jungen Pflanzen von bis zu 115 cm und einer Breite von 5 bis 17 cm, bei jungen Pflanzen von bis zu 50 cm länglich-elliptisch bis verkehrt-eiförmig-elliptisch mit einer herzförmigen, gerundeten oder keilförmigen Basis, keilförmigem oberen Ende und einem glatten Rand.

### Blütenstand und Blüte
In Ghana liegt die Blütezeit im April und Mai, in Nigeria zwischen März und Mai. In einem endständigen, aufrechten, dichasialen, zymösen Blütenstand, der eine Länge von 15 bis 50 cm besitzt, stehen viele Blüten zusammen. Der Blütenstandsschaft und die an ihren Verzweigungen verdickten Blütenstandsachsen sind grünlich-weiß oder hellgrün mit dunkler grünen Flecken.
Die zwittrigen Blüten sind radiärsymmetrisch. Die vier freien Kelchblätter sind bei einer Länge von 6 bis 10 mm kreisförmig. Die 11 bis 14 weißen bis cremeweißen Kronblätter sind zu einer 20 bis 32 mm langen, zylindrischen Kronröhre verwachsen. Die 11 bis 14 ausgebreiteten Kronlappen sind bei einer Länge von 10 bis 18 mm länglich-lanzettlich. Es ist nur der äußere Kreis mit 11 bis 14 Staubblättern vorhanden; diese ragen aus der Kronröhre heraus. Die Staubfäden sind zu einem Ring verwachsen. Die Staubbeutel sind cremefarben oder hellgelb. Der oberständige, vierkammerige Fruchtknoten ist bei einer Länge von 6 bis 7 mm und einem Durchmesser von 3 bis 4 mm verkehrt-eiförmig. Die verkehrt-eiförmig-zylindrische Narbe ist am oberen Ende zweilappig.

### Frucht und Samen
Die vielsamige Beere ist bei einer Länge von 3,5 bis 5 cm und einem Durchmesser von 2 bis 3,5 cm ellipsoid mit einem gerundeten oberen Ende. Die dicke Fruchtschale ist dunkelgrün. In Nigeria findet man Früchte im Oktober und November. Die braunen Samen sind bei einer Größe von etwa 2,5 mm × 1,5 bis 2 mm × etwa 1 mm schief eiförmig.

### Chromosomenzahl
Die Chromosomenzahl beträgt 2n = 60.

## Vorkommen
Das westafrikanische Verbreitungsgebiet von Anthocleista djalonensis reicht von Guinea-Bissau bis Kamerun. Anthocleista djalonensis gedeiht an sehr trockenen Standorten in Savannen oder im Dickicht in Höhenlagen zwischen 0 und 500 Meter.

## Taxonomie
Die Erstbeschreibung von Anthocleista djalonensis erfolgte 1908 durch Auguste Jean Baptiste Chevalier in Mémoires de la Société Botanique de France, 2 (8), S. 47. Ein Synonym für Anthocleista djalonensis A.Chev. ist Anthocleista kerstingii Gilg ex Volkens.

## Verwendung
Pflanzenteile von Anthocleista-Arten beispielsweise von Anthocleista djalonensis wurden in der traditionellen Medizin verwendet. So wurde es beispielsweise bei Malaria, zur Fiebersenkung, Lepra, bei Vergiftungen, Darmproblemen, Verrenkungen und Diabetes mellitus eingesetzt. Aber auch die Zeugungsfähigkeit soll positiv beeinflusst werden.